# كانتون بابلو سيكستو
كانتون بابلو سيكستو (بالإنجليزية: Pablo Sexto Canton)‏ هو كانتون في الإكوادور، يتبع مقاطعة مورونا سانتياغو. بلغ عدد سكانه في تعداد عام 2001، 1,188 نسمة. ينقسم إلى أبرشيات.